# 宮島卓哉
宮島卓哉（みやじま たくや、1991年12月12日‐ ）は、日本の陸上競技選手。専門は円盤投。石川県出身。
石川県立羽咋高等学校普通科を卒業後、近畿大学理工学部に進学。
卒業後、VOLVERへ入部。
現在M25円盤投げマスターズ日本記録保持者兼VOLVER投擲ブロック長